# عبد الباقي جمو
عبد الباقي جمو «الشيشاني» (4 ديسمبر 1922 - 11 مايو 2016) هو رجل دين اسلامي ونائب ووزير أردني من أصول شيشانية. انتُخب نائباً في البرلمان الأردني عن المقاعد المخصصة للشركس والشيشان في محافظة الزرقاء لمرتين سنة 1956 و1961. ثم تم تعيينه وزير دولة للشؤون البرلمانية في الفترة بين 1989 - 1991، كما شغل منصب وزير دولة للشؤون القانونية والبرلمانية سنة 1994. وأخيراً تم تعيينه في مجلس الأعيان الأردني سنة 1997. وحصل على وسام الكوكب الأردني من الدرجة الأولى.

## حياته
ولد بمدينة الزرقاء لأبوين شيشانيين من القوقاز. كان من رموز الحركات السياسية منذ الخمسينات حيث تخرج من الأزهر الشريف سنة 1952، وعمل إماماً ومدرساً وخطيباً في مسجد الزرقاء الكبير. ثم أصبح مأمور أوقاف مدينة الزرقاء، وكان من القيادات الحزبية الشابة آنذاك، دخل مجلس النواب والأعيان عدة دورات، وعين وزيرا للشؤون البرلمانية. طلب منه رسميا استلام السلطة بجمهورية شيشان أنجوش لكنه أصر على البقاء بالأردن.[بحاجة لمصدر]